# Langley (Vosges)
Langley település Franciaországban, Vosges megyében. Lakosainak száma 144 fő (2022. január 1.). Langley Damas-aux-Bois, Essegney, Portieux és Vincey községekkel határos.

## Népesség
A település népességének változása:
| Lakosok száma | 174  | 163  | 166  | 161  | 158  | 154  | 152  | 148  | 144  |
|               | 2013 | 2015 | 2016 | 2017 | 2018 | 2019 | 2020 | 2021 | 2022 |